# Notholaena rosei
Notholaena rosei är en kantbräkenväxtart som beskrevs av William Ralph Maxon. Notholaena rosei ingår i släktet Notholaena och familjen Pteridaceae. Inga underarter finns listade.